# Praia do Norte (Cabo Verde)

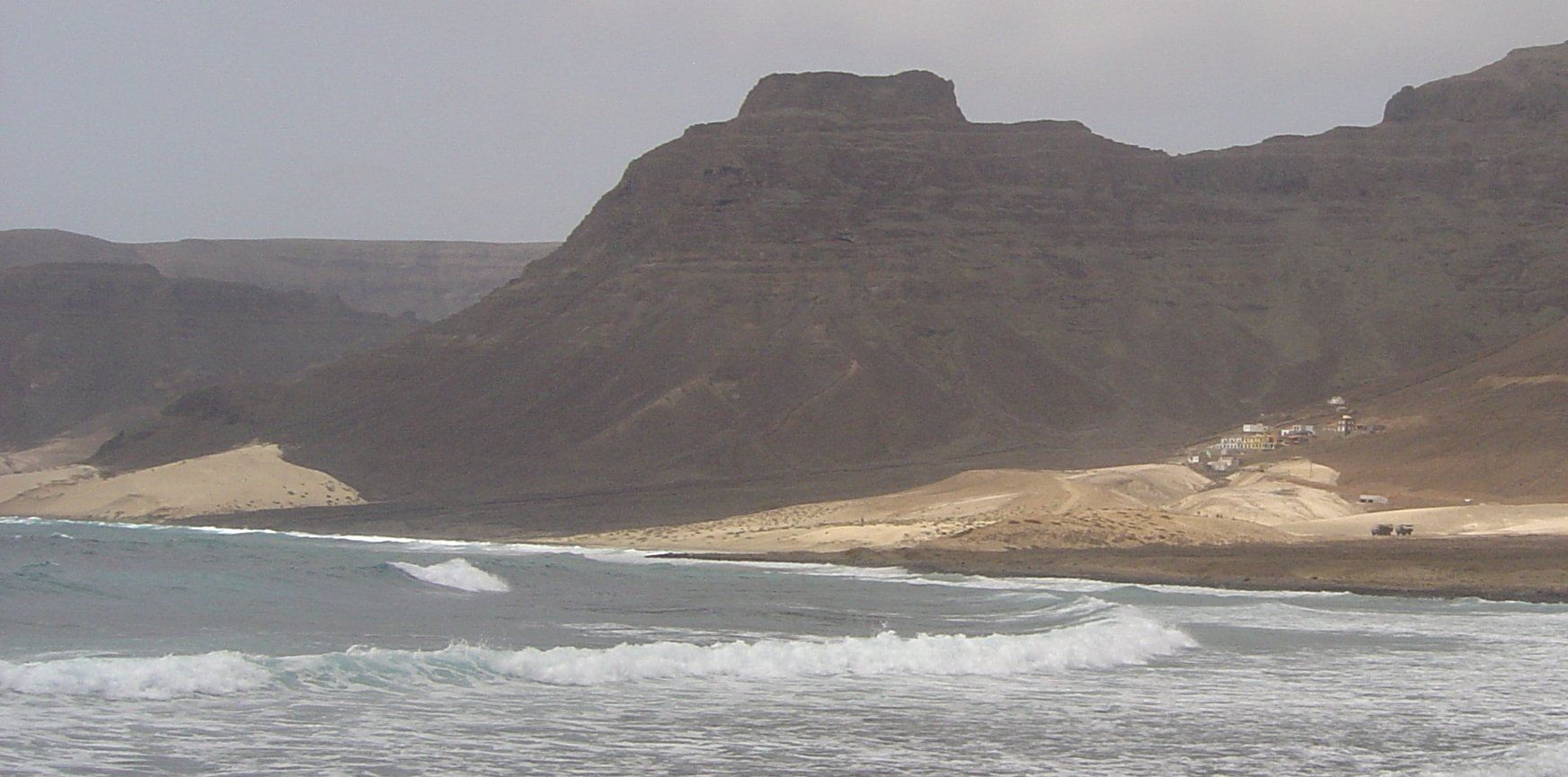
Norte da Baía, São Vicente

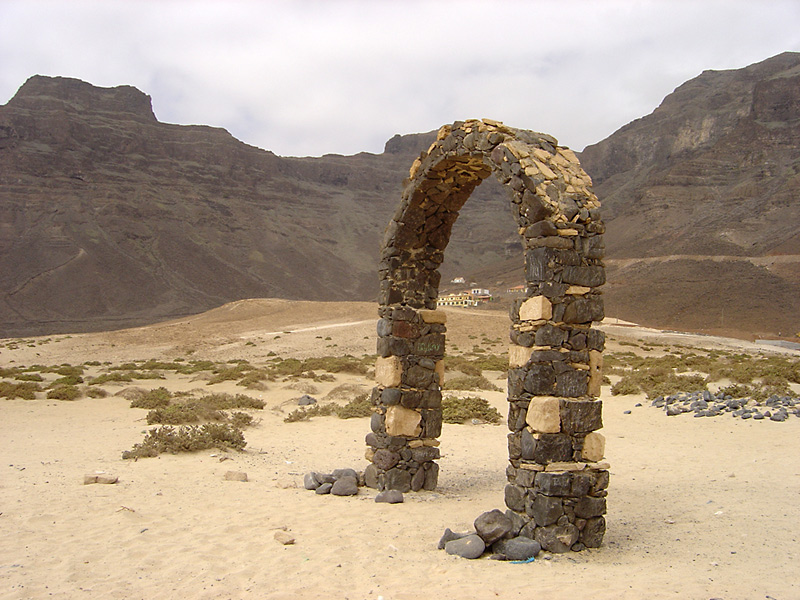
Monumento na Praia do Norte da Baía

Praia do Norte ou Norte da Baía é uma praia e povoado na São Vicente, Cabo Verde. Localiza-se na zona de Salamansa, entre a Baía das Gatas e a Praia Grande, a nordeste do Monte Verde.

## Povoados mais próximos
- Baía das Gatas
- Calhau
- Salamansa

| Ilha de São Vicente |
| --- |
| Zonas e Lugares Baía das Gatas \| Calhau \| Lameirão \| Lazareto \| Madeiral \| Mato Inglês \| Mindelo \| Praia do Norte \| Ribeira da Vinha \| Ribeira de Calhau \| Ribeira de Julião \| Salamansa \| São Pedro \| Seixal |
| Montanhas Fateixa \| Madeiral \| Monte Cara \| Monte Verde \| Tope de Caixa \| Topona |
| Ribeiras Ribeira de Julião |
| Outros Flamengos \| Fontainhas \| João Evora \| Palha Carga \| Pé de Verde \| Praia Grande \| Saragaça \| Viana |
| Cabo Verde \| Sotavento \| São Vicente |